# Ramelbida quadrifoveata
Ramelbida quadrifoveata är en skalbaggsart som först beskrevs av Achille Raffray 1903.  Ramelbida quadrifoveata ingår i släktet Ramelbida och familjen kortvingar. Inga underarter finns listade i Catalogue of Life.